# LimeWire
LimeWire （ライムワイア、ライムワイヤ）は、かつてGNU General Public License下で公開されていた自由ソフトウェア及びオープンソースのGnutella P2Pクライアント・ソフトウェアである。米連邦地方裁判所の命令を受けて2010年10月にソフトウェアの配布を停止。

## 概要
LimeWireはGnutella P2Pプロトコルを利用したファイル共有をユーザー同士で行うことができる。これは2004年12月に公開された。バージョン4.2の特徴として、ファイアウォール設置同士のファイル交換をサポートした最初のファイル共有ソフトである。開発元はLime Wire LLCである。
LimeWireはJavaで書かれているため、Java仮想マシンがインストールされたコンピュータで利用できる。普通のユーザー向けにインストールを簡単にするため、デベロッパーは Windows、Mac OS X、及び deb/RPM 形式でLinux向けにインストール・パッケージを公開していた。
ソースコードを入手して使用する場合には Javaランタイムルーチンを別途用意する必要があった。
オープンソースであったため、LimeWireはペンシルベニア州立大学での実験的上のソフトウェア開発プロジェクトLionShare、独特なインタフェースと共に人気のあるApple製Mac向けグヌーテラ・クライアントAcquisition、Cabos 、FrostWireを含む、いくつかの派生型が作成された。

## 特徴
- 初期ノード設定等が不要。
- ファイル共有色が強いため、多くの場合インスタントメッセージ等事前の予告を送らなくてもダウンロードできた。
- Javaで開発されているため、複数のOSに対応していた。
- ベータ版の4.13.1からMojitoDHTを実装していた。
- 4.13.9からTLSにより接続を暗号化できるようになった。

## LimeWire PRO
LimeWireの有償版としてLimeWire PROが販売されており、価格は21.95ドルであった。PRO版の特典期間を1年間延長するLimeWire PRO延長版も販売されており、価格は34.95ドルであった。
PROではBASICよりファイルのダウンロードが高速で行えることと、より多くのソースにアクセス可能となることが特徴であった。PROにすると電子メールサポートも可能になった。また、BASICでは起動時にPROにアップグレードを勧めるメッセージが出てくるが、PROでは出なかった。LimeWire PRO 5.5より、オランダのAVG Technologiesのウイルス対策SDKエンジンが組み込まれた。PROでダウンロードされた全ファイルは、ユーザーのPCで再生または実行される前にスキャンされ、ウイルスの感染拡大を防いでいた。

## 訴訟問題
米国時間2006年8月4日、Sony BMG、Virgin Records、Warner Bros. Recordsなどが参加するレコード著作団体が著作権侵害の疑いがあるとしてLimeWireと経営陣を提訴した。内容としては1曲あたり約15万ドルの賠償金、および今後楽曲を共有する際、事業モデルをレコード会社と契約する形への変更を求めた。
しかし約2ヵ月後、LimeWireはレコード会社がLimeWireから利用者を減らそうと不当な商行為を行ったと反訴。また、オンライン楽曲配信市場の取引抑制を共謀し、シャーマン独占禁止法、クレイトン独占禁止法の条項に反しているとも主張した。
2010年5月11日、ニューヨーク州南部地区連邦地裁は、LimeWireの親会社Lime Groupとその設立者マーク・ゴートンがLimeWireによって著作権侵害およびその幇助、さらに不正競争に関与したことを認める略式判決を下した。
2010年10月26日、米連邦地裁がLimeWireに恒久的なサービス停止を命じたことを受けて、ソフトウェアの配布とサポートを停止した。